# Liste der Wappen im Landkreis Birkenfeld
Diese Liste beinhaltet – geordnet nach der Verwaltungsgliederung – alle in der Wikipedia gelisteten Wappen des Landkreises Birkenfeld in Rheinland-Pfalz. In dieser Liste werden die Wappen mit dem Gemeindelink angezeigt.

## Landkreis Birkenfeld
| Landkreis  | Wappen                            | Kommentare |
| ---------- | --------------------------------- | --- |
| Birkenfeld | Wappen des Landkreises Birkenfeld | Genehmigt durch Erlass des Ministeriums des Innern am 28. Juli 1949: „Rot-silbern geschachter Schild, belegt mit einem rot-gezungten, goldgekrönten und -bewehrten blauen Löwen.“ |

### Verbandsfreie Städte und Gemeinden
| Stadt oder Gemeinde  | Wappen                                                   | Kommentare |
| -------------------- | -------------------------------------------------------- | --- |
| Stadt Idar-Oberstein | Wappen der großen, kreisangehörigen Stadt Idar-Oberstein | Genehmigt durch das oldenburgische Staatsministerium des Innern am 10. Juli 1934: „Im halbrunden silbernen Schild befindet sich ein aufgerichteter roter Forsthaken, begleitet im rechten Obereck von einer sechsblättrigen roten Rose mit goldenem Kelch und grünen Kelchblättern, links unten von einer roten Eichel.“ |

### Verbandsgemeinde Baumholder
| Stadt oder Gemeinde                  | Wappen                                          | Kommentare |
| ------------------------------------ | ----------------------------------------------- | --- |
| Verbandsgemeinde Baumholder          | Wappen der Verbandsgemeinde Baumholder          | Genehmigt durch Erlass des Ministeriums des Innern am 15. Juni 1965: „Schild gespalten durch eine eingebogene goldene Spitze, darin auf grünem Dreiberg ein grüner Baum, begleitet von zwei Holunderblüten in natürlichen Farben; vorne rot-silbernes Schach, hinten rotbewehrter und -gezungter blauer Löwe in Gold. Schildbord von Rot, Gold und Blau achtfach gestückt.“                                                        |
| Stadt Baumholder                     | Wappen der Stadt Baumholder                     | Genehmigt durch den König von Preußen am 8. Februar 1909: „Das Wappen der Stadt Baumholder zeigt im silbernen Schilde einen aus grünem Dreiberg aufwachsenden grün belaubten Holder- (Holunder-) baum. Neben dem Stamm desselben erscheint an nach außen gebogenen grünen Stielen rechts und links je eine vergrößerte, naturfarbene (weiße) Blüte des Holderbaums. Auf dem Schilde ruht die dreitürmige steinfarbene Mauerkrone.“ |
| Gemeinde Berglangenbach              | Wappen der Gemeinde Berglangenbach              | Genehmigt durch Erlass des Ministeriums des Innern am Berglangenbach: „Im geteiltem Schild oben in Silber ein wachsender rotbewehrter und rotgezungter blauer Löwe, unten in Grün ein erhöhter, silberener Dreiberg, belegt mit blauem Wellenband.“ |
| Gemeinde Berschweiler bei Baumholder | Wappen der Gemeinde Berschweiler bei Baumholder | Genehmigt durch Erlass des Ministeriums des Innern am 24. März 1965: „Schild geteilt, oben in Silber ein blauer, rotbewehrter und gezungter wachsender Löwe. Unten in Blau eine silberne Linde über einer silbernen Mauer.“ |
| Gemeinde Eckersweiler                | Wappen der Gemeinde Eckersweiler                | Genehmigt durch Erlass des Ministeriums des Innern am 10. Januar 1964: „In geteiltem Schild oben ein wachsender rotbewehrter und gezungter Löwe in Silber, unten in Blau ein silberner Turm mit Turmhelm..“ |
| Gemeinde Fohren-Linden               | Wappen der Gemeinde Fohren-Linden               | Genehmigt durch Erlass des Ministeriums des Innern am 15. März 1963: „In Silber eine schwarze Krücke, oben ein rotbewehrter und -gezungter wachsender blauer Löwe, unten vorne ein Föhrenzweig, hinten ein grünes Lindenblatt.“ |
| Gemeinde Frauenberg                  | Wappen der Gemeinde Frauenberg                  | Genehmigt durch Erlass des Ministeriums des Innern am 23. April 1962: „.“ |
| Gemeinde Hahnweiler                  | Wappen der Gemeinde Hahnweiler                  | Genehmigt durch Erlass des Ministeriums des Innern am …: „.“ |
| Gemeinde Heimbach                    | Wappen der Gemeinde Heimbach                    | Genehmigt durch Erlass des Ministeriums des Innern am …: „.“ |
| Gemeinde Leitzweiler                 | Wappen der Gemeinde Leitzweiler                 | Genehmigt durch Erlass des Ministeriums des Innern am …: „In geteiltem Schild oben in Silber ein blauer, rotgezungter und -bewehrter wachsender Löwe, unten in Blau eine goldene, aufrechtstehende Roggengarbe.“ |
| Gemeinde Mettweiler                  | Wappen der Gemeinde Mettweiler                  | Genehmigt durch Erlass des Ministeriums des Innern am …: „.“ |
| Gemeinde Reichenbach                 | Wappen der Gemeinde Reichenbach                 | Genehmigt durch Erlass des Ministeriums des Innern am …: „.“ |
| Gemeinde Rohrbach                    | Wappen der Gemeinde Rohrbach                    | Genehmigt durch Erlass des Ministeriums des Innern am …: „.“ |
| Gemeinde Rückweiler                  | Wappen der Gemeinde Rückweiler                  | Genehmigt durch Erlass des Ministeriums des Innern 1965: „In geteiltem Schild oben in Silber ein rotbewehrter und gezungter wachsender blauer Löwe, unten in Grün ein goldener, mit rotem Band umwundener Erntekranz, belegt mit einem goldenen Kreuz.“ |
| Gemeinde Ruschberg                   | Wappen der Gemeinde Ruschberg                   | Genehmigt durch Erlass des Ministeriums des Innern am …: „.“ |

### Verbandsgemeinde Birkenfeld
| Stadt oder Gemeinde             | Wappen                                     | Kommentare |
| ------------------------------- | ------------------------------------------ | --- |
| Verbandsgemeinde Birkenfeld     | Wappen der Verbandsgemeinde Birkenfeld     | Genehmigt am 29. März 1952: „In silbernem Schildbord rot-silbern geschacht.“ |
| Gemeinde Abentheuer             | Wappen der Gemeinde Abentheuer             | Genehmigt durch Erlass des Ministeriums des Innern am 27. April 1965: „Das Wappen zeigt über rot-silbern geschachtem Schildfuß auf grünem Feld einen silbernen Gusstiegel begleitet von zwei schräg und gegenschräg gestellten goldenen Roggenähren.“                                                             |
| Gemeinde Achtelsbach            | Wappen der Gemeinde Achtelsbach            | Genehmigt durch Erlass des Ministeriums des Innern am 5. Juli 1965: „Im geteiltem Schild oben in Silber eine rote, sechsblättrige Rose mit goldenem Butzen, im unteren Teil ein gelber wachsender, rotgekrönter, -bewehrter und -gezungter Löwe auf schwarzem Grund.“                                             |
| Kreisstadt Birkenfeld           | Wappen der Kreisstadt Birkenfeld           | Genehmigt durch das oldenburgische Staatsministerium des Innern am 29. Oktober 1923: „In Blau eine aus grünem Boden wachsende Birke in natürlicher Farbe; der Stamm ist mit einem von Silber und Rot in vier Reihen geschachten Schilde beheftet.“                                                                |
| Gemeinde Börfink                | Wappen der Gemeinde Börfink                | Genehmigt durch Urkunde der Bezirksregierung Koblenz vom 5. September 1972: „In schräglinksgeteiltem Schild vorne rot-silber geschacht, hinten in schwarz ein goldenes Köhlerfeuer.“ |
| Gemeinde Brücken                | Wappen der Gemeinde Brücken                | Genehmigt durch Erlass des Ministeriums des Innern am 8. November 1963: „Unter dreifach eingebogenem goldenem Schildhaupt schräglinks geteilter Schild, vorne rot-silbernes Schach, hinten in Schwarz ein wachsender rotbewehrter, -gezungter und -gekrönter goldener Löwe.“                                      |
| Gemeinde Buhlenberg             | Wappen der Gemeinde Buhlenberg             | Genehmigt durch Erlass des Ministeriums des Innern am 26. August 1963: „In schräglinks geteiltem Schild vorne rot-silbern geschacht, hinten in Silber über blauem Dreiberg ein blauer Wolfskopf.“ |
| Gemeinde Dambach                | Wappen der Gemeinde Dambach                | Genehmigt durch Erlass des Ministeriums des Innern am 14. Oktober 1964: „In durch schwarzen Pfahl gespaltenem Schild vorne in Silber über blauem, schräglinkem Wellenbalken ein schwarzes Wasserrad, hinten der Hunolstein’sche Schild: in Gold zwei rote Balken begleitet von 12 (5:4:2:1) roten Steinen, halb.“ |
| Gemeinde Dienstweiler           | Wappen der Gemeinde Dienstweiler           | Genehmigt durch Erlass des Ministeriums des Innern am 6. Dezember 1962: „In schräglinks geteiltem Schild vorne rot-silbern geschacht, hinten in Silber eine schwarze Urne mit Deckel.“ |
| Gemeinde Elchweiler             | Wappen der Gemeinde Elchweiler             | Genehmigt durch Erlass des Ministeriums des Innern am 23. September 1963: „Unter rot-silbern geschachtem Schildhaupt in Grün ein goldenes Elchgeweih mit Grind.“ |
| Gemeinde Ellenberg              | Wappen der Gemeinde Ellenberg              | Genehmigt durch Erlass des Ministeriums des Innern am 22. Juli 1962: „Im schräglinks geteilten Schild vorne rot-silbern geschacht, hinten in Grün ein liegender goldener Hammer, darüber drei schräggestellte goldene Ähren.“                                                                                     |
| Gemeinde Ellweiler              | Wappen der Gemeinde Ellweiler              | Genehmigt durch Erlass des Ministeriums des Innern am 15. August 1963: „In geteiltem Schild oben eine rote Elchschaufel in Gold, unten ein rotbewehrter, -gezungter und -gekrönter wachsender goldener Löwe in Schwarz.“                                                                                          |
| Gemeinde Gimbweiler             | Wappen der Gemeinde Gimbweiler             | Genehmigt durch Erlass des Ministeriums des Innern 1965: „In geteiltem Schild oben in Gold fünf bewurzelte grüne Bäume, von denen der zweite und der vierte die anderen überragen, unten ein rotbewehrter, -gezungter und -gekrönter wachsender goldener Löwe in Schwarz.“                                        |
| Gemeinde Gollenberg             | Wappen der Gemeinde Gollenberg             | Genehmigt durch Erlass des Ministeriums des Innern am 27. Juni 1963: „In schräglinks geteiltem Schild vorne rot-silbern geschacht, hinten ein goldener Dreiberg in Grün.“ |
| Gemeinde Hattgenstein           | Wappen der Gemeinde Hattgenstein           | Genehmigt durch Erlass des Ministeriums des Innern am …: „.“ |
| Gemeinde Hoppstädten-Weiersbach | Wappen der Gemeinde Hoppstädten-Weiersbach | Genehmigt durch Erlass des Ministeriums des Innern am …: „.“ |
| Gemeinde Kronweiler             | Wappen der Gemeinde Kronweiler             | Genehmigt durch Erlass des Ministeriums des Innern am 15. Dezember 1964: „Unter rot-silbern geschachtem Schildhaupt in Blau ein silberner Wellenschrägbalken, darüber eine goldene Krone.“ |
| Gemeinde Leisel                 | Wappen der Gemeinde Leisel                 | Genehmigt durch Erlass des Ministeriums des Innern 1965: „Über rot-silbern geschachtem Schildfuß in Grün ein silbernes Hirschgeweih mit Grind, darin eine goldene Krone.“ |
| Gemeinde Meckenbach             | Wappen der Gemeinde Meckenbach             | Genehmigt durch Erlass des Ministeriums des Innern am 21 April 1965: „In geteiltem Schild oben in Grün ein liegender silberner Forsthaken, begleitet von sechs sechsstrahligen silbernen Sternen, unten in Schwarz ein rotgekrönter, -bewehrter und -gezungter wachsender goldener Löwe.“                         |
| Gemeinde Niederbrombach         | Wappen der Gemeinde Niederbrombach         | Genehmigt durch Erlass des Ministeriums des Innern vom 20. August 1965: „Unter rot-silbern geschachtem Schildhaupt in Gold zwei rundbogige schwarze Arkaden.“ |
| Gemeinde Niederhambach          | Wappen der Gemeinde Niederhambach          | Genehmigt durch Erlass des Ministeriums des Innern am …: „Unter rot-silbern geschachtem Schildhaupt in Grün die Darstellung der goldenen Skulptur eines linksschauenden Löwen, der einen Widderkopf zwischen den Vorderpranken hält.“                                                                             |
| Gemeinde Nohen                  | Wappen der Gemeinde Nohen                  | Genehmigt durch Erlass des Ministeriums des Innern 1963: „In schräggeteiltem Schild vorne in Silber eine in der Teilung geschnittene schwarze Brücke über schräglinkem blauen Wellenband, hinten rot-silbern geschacht.“                                                                                          |
| Gemeinde Oberbrombach           | Wappen der Gemeinde Oberbrombach           | Genehmigt durch Erlass des Ministeriums des Innern am …: „.“ |
| Gemeinde Oberhambach            | Wappen der Gemeinde Oberhambach            | Genehmigt durch Erlass des Ministeriums des Innern am …: „Unter rot-silbern geschachtem Schildhaupt in Blau ein goldenes Rechteck, darin zwei rotgewandete Figuren, die Aeskulap und Merkur darstellen.“ |
| Gemeinde Rimsberg               | Wappen der Gemeinde Rimsberg               | Genehmigt durch Erlass des Ministeriums de Innern 1965: „In schräggeteiltem Schild vorne in Grün ein goldener geöffneter Armreif, darin eine silberne schrägaufwärts gerichtete Lanzenspitze, hinten rot-silbern geschacht.“                                                                                      |
| Gemeinde Rinzenberg             | Wappen der Gemeinde Rinzenberg             | Genehmigt durch Erlass des Ministeriums des Innern 1964: „In schräglinks geteiltem Schild vorne rot-silbern geschacht, hinten in Grün ein goldener Ziehbrunnen mit silbernem Eimer.“ |
| Gemeinde Rötsweiler-Nockenthal  | Wappen der Gemeinde Rötsweiler-Nockenthal  | Genehmigt durch Erlass des Ministeriums des Innern am …: „.“ |
| Gemeinde Schmißberg             | Wappen der Gemeinde Schmißberg             | Genehmigt durch Erlass des Ministeriums des Innern am …: „.“ |
| Gemeinde Schwollen              | Wappen der Gemeinde Schwollen              | Genehmigt durch Erlass des Ministeriums des Innern am 24. März 1965: „In geteiltem Schild oben in Grün ein silberner Schalenbrunnen mit geteiltem silbernen Wasserstrahl, unten rot-silbern geschacht.“ |
| Gemeinde Siesbach               | Wappen der Gemeinde Siesbach               | Genehmigt durch Erlass des Ministeriums des Innern 1964: „Über rot-silbern geschachtem Schildfuß in Schwarz vorne ein silbernes Eichblatt mit Eichel, hinten ein silberner beschrifteter Stein.“ |
| Gemeinde Sonnenberg-Winnenberg  | Wappen der Gemeinde Sonnenberg-Winnenberg  | Genehmigt durch Erlass des Ministeriums des Innern 1963: „Unter rot-silbern geschachtem Schildhaupt in Blau eine aufsteigende schwarze Spitze, belegt mit einem goldenen W, im Feld eine goldene durch die Spitze begrenzte Sonne.“                                                                               |
| Gemeinde Wilzenberg-Hußweiler   | Wappen der Gemeinde Wilzenberg-Hußweiler   | Genehmigt durch Erlass des Ministeriums des Innern am 15. Juni 1965: „Unter rot-silbern geschachtem Schildhaupt von Silber und Grün gespaltener Schild, darin eine bewurzelte Eiche in vertauschten Farben.“ |

### Verbandsgemeinde Herrstein-Rhaunen
| Stadt oder Gemeinde                | Wappen                                        | Kommentare |
| ---------------------------------- | --------------------------------------------- | --- |
| Verbandsgemeinde Herrstein-Rhaunen | Wappen der Verbandsgemeinde Herrstein-Rhaunen | Die zum 1. Januar 2020 neugebildete Verbandsgemeinde Herrstein-Rhaunen gab sich ein Wappen und eine Flagge: „In von Rot und Silber bordumgebenem geteiltem Schilde links in Gold ein rotes Fabeltier, ein Vogel mit weit geöffneten Schwingen. Rechts ein roter, blau bewehrter Löwe. Unten eingeschweift ein rotes Kreuz in Silber.“ |
| Gemeinde Allenbach                 | Wappen der Gemeinde Allenbach                 | Genehmigt durch Erlass des Ministeriums des Innern am : „In schräglinks geteiltem Schild vorne in Blau eine goldene Burg mit schwarzen Fenstern und einer Tür, aus der ein zweigeteilter silberner Wellenbalken zeigt, hinten rot-silbernes Schach.“                                                                                  |
| Gemeinde Asbach                    | Wappen der Gemeinde Asbach                    | Genehmigt durch Erlass des Ministeriums des Innern am …: „In schräggeteiltem Schild vorne in Grün ein silbernes Fachwerkhaus mit Glockenturm, schwarzen Fenstern und schwarzer Türe, hinten in Gold ein blaubewehrter und –gezungter roter Löwe.“                                                                                     |
| Gemeinde Bergen                    | Wappen der Gemeinde Bergen                    | Genehmigt durch Erlass des Ministeriums des Innern am 23. Mai 1962: „.“ |
| Gemeinde Berschweiler bei Kirn     | Wappen der Gemeinde Berschweiler bei Kirn     | Genehmigt durch Erlass des Ministeriums des Innern am 16. Mai 1962: „.“ |
| Gemeinde Bollenbach                | Wappen der Gemeinde Bollenbach                | Genehmigt durch Erlass des Ministeriums des Innern am …: „In geteiltem Schild oben in Gold ein rotes Fabeltier mit einem Wolfskopf und weit geöffneten Schwingen belegt mit einem schwarzen Wolfshaken. Unten in Grün drei Bäume.“ |
| Gemeinde Breitenthal               | Wappen der Gemeinde Breitenthal               | Genehmigt durch Erlass des Ministeriums des Innern am 18. Mai 1962: „In schräggeteiltem Schild vorne in Blau zwei silberne Spitzen mit breitem Zwischenraum, hinten ein blaubewehrter und -gezungter roter Löwe in Gold.“ |
| Gemeinde Bruchweiler               | Wappen der Gemeinde Bruchweiler               | Genehmigt durch Erlass des Ministeriums des Innern am …: „.“ |
| Gemeinde Bundenbach                | Wappen der Gemeinde Bundenbach                | Genehmigt durch Erlass des Ministeriums des Innern am …: „Schild gespalten, vorne in Blau ein mit drei schwarzen Kugeln belegtes silbernes Buch, hinten in Silber ein rotes Kreuz.“ |
| Gemeinde Dickesbach                | Wappen der Gemeinde Dickesbach                | Genehmigt durch Erlass des Ministeriums des Innern am 27. April 1964: „.“ |
| Gemeinde Fischbach                 | Wappen der Gemeinde Fischbach                 | Genehmigt durch Erlass des Ministeriums des Innern am …: „Geteilt: oben rot-silbern geschacht, unten in Silber ein schwarzes Bergmannsgezähe.“ |
| Gemeinde Gerach                    | Wappen der Gemeinde Gerach                    | Genehmigt durch Erlass des Ministeriums des Innern am 25. Juni 1962: „.“ |
| Gemeinde Gösenroth                 | Wappen der Gemeinde Gösenroth                 | Genehmigt durch Erlass des Ministeriums des Innern am …: „In durch grünen Stab gespaltenem Schild vorne in Gold ein blaubewehrter und – gezungter roter Löwe nach links, hinten in Silber drei (2:1) schwarze Löwen.“ |
| Gemeinde Griebelschied             | Wappen der Gemeinde Griebelschied             | Genehmigt durch Erlass des Ministeriums des Innern am 9. Mai 1962: „.“ |
| Gemeinde Hausen                    | Wappen der Gemeinde Hausen                    | Genehmigt durch Erlass des Ministeriums des Innern am …: „In gespaltenem Schild vorne in Gold ein blaubewehrter und – gezungter roter Löwe, hinten in Rot ein silbernes Haus mit 2 schwarzen Fenstern und einer Tür.“ |
| Gemeinde Hellertshausen            | Wappen der Gemeinde Hellertshausen            | Genehmigt durch Erlass des Ministeriums des Innern am …: „In geteiltem Schild oben in Grün ein silberner Spaten, begleitet von zwei goldenen Ähren. Unten in Gold ein wachsender blaubewehrter und –gezungter roter Löwe.“ |
| Gemeinde Herborn                   | Wappen der Gemeinde Herborn                   | Genehmigt durch Erlass des Ministeriums des Innern am …: „.“ |
| Gemeinde Herrstein                 | Wappen der Gemeinde Herrstein                 | Genehmigt 1936: „.“ |
| Gemeinde Hettenrodt                | Wappen der Gemeinde Hettenrodt                | Genehmigt durch Erlass des Ministeriums des Innern 1963: „.“ |
| Gemeinde Hintertiefenbach          | Wappen der Gemeinde Hintertiefenbach          | Genehmigt durch Erlass des Ministeriums des Innern am 19. Juni 1964: „.“ |
| Gemeinde Horbruch                  | Wappen der Gemeinde Horbruch                  | Genehmigt durch Erlass des Ministeriums des Innern am …: „In schräglinks geteiltem Schild vorne in Schwarz ein goldenes Horn, hinten rot – silbernes Schach.“ |
| Gemeinde Hottenbach                | Wappen der Gemeinde Hottenbach                | Genehmigt durch Erlass des Ministeriums des Innern am …: „In geteiltem Schild oben in Rot ein erniedrigter silberner Balken belegt mit einer silbernen Figur mit schwarzem Hintergrund, die Merkur darstellt, auf silbernem Stein; unten in Gold ein wachsender blaubewehrter und –gezungter Löwe.“                                   |
| Gemeinde Kempfeld                  | Wappen der Gemeinde Kempfeld                  | Genehmigt durch Erlass des Ministeriums des Innern am …: „In schräggeteiltem Schild vorn in Grün ein goldener gezinnter Turm auf einem silbernen Dreiberg, hinten in Gold ein blaubewehrter und - gezungter roter Löwe“ |
| Gemeinde Kirschweiler              | Wappen der Gemeinde Kirschweiler              | Genehmigt durch Erlass des Ministeriums des Innern 1962: „.“ |
| Gemeinde Krummenau                 | Wappen der Gemeinde Krummenau                 | Genehmigt durch Erlass des Ministeriums des Innern am …: „Schild durch einen blauen Balken geteilt, oben in Gold ein rotes Fabeltier mit einem Wolfskopf und weit geöffneten Schwingen belegt mit einem Wolfshaken. Unten in Silber ein schwarzer Rost.“                                                                              |
| Gemeinde Langweiler                | Wappen der Gemeinde Langweiler                | Genehmigt ????: „Geviert; 1 und 4: neungeschacht von Rot und Silber, 2: in Gold ein schwarzes Taufbecken, 3: in Gold ein brennender Kohlenmeiler.“ |
| Gemeinde Mackenrodt                | Wappen der Gemeinde Mackenrodt                | Genehmigt durch Erlass des Ministeriums des Innern 1963: „.“ |
| Gemeinde Mittelreidenbach          | Wappen der Gemeinde                           | Genehmigt durch Erlass des Ministeriums des Innern am 15. Oktober 1963: „In gespaltenem Schild vorne zwei schräggekreuzte silberne Hämmer, belegt mit einer silbernen Ähre in Grün, hinten ein rotes Balkenkreuz in Silber.“ |
| Gemeinde Mörschied                 | Wappen der Gemeinde Mörschied                 | Genehmigt durch Erlass des Ministeriums des Innern 1964: „.“ |
| Gemeinde Niederhosenbach           | Wappen der Gemeinde Niederhosenbach           | Genehmigt durch Erlass des Ministeriums des Innern 1962: „.“ |
| Gemeinde Niederwörresbach          | Wappen der Gemeinde Niederwörresbach          | Genehmigt durch Erlass des Ministeriums des Innern 1962: „Schild schräglinks geteilt, linke Seite in Silber und eine nach oben geöffnete Kette mit roten Klickersteinen, rechte Seite rot-silbern geschacht, belegt mit einem schwarzen Dreiberg.“                                                                                    |
| Gemeinde Oberhosenbach             | Wappen der Gemeinde Oberhosenbach             | Genehmigt durch Erlass des Ministeriums des Innern 1962: „.“ |
| Gemeinde Oberkirn                  | Wappen der Gemeinde Oberkirn                  | Genehmigt durch Erlass des Ministeriums des Innern am …: „In geteiltem Schild oben in Gold ein rotes Fabeltier mit einem Wolfskopf und weit geöffneten Schwingen, belegt mit einem schwarzen Wolfshaken.Unten in Blau ein goldener Bischofsstab begleitet von zwei silbernen Schnallen.“                                              |
| Gemeinde Oberreidenbach            | Wappen der Gemeinde Oberreidenbach            | Genehmigt durch Erlass des Ministeriums des Innern am 14. Oktober 1964: „.“ |
| Gemeinde Oberwörresbach            | Wappen der Gemeinde Oberwörresbach            | Genehmigt durch Erlass des Ministeriums des Innern 1963: „.“ |
| Gemeinde Rhaunen                   | Wappen der Gemeinde Rhaunen                   | Genehmigt durch Erlass des Ministeriums des Innern am …: „In schrägrechts geteiltem Schild, oben in Gold ein roter, blau – bewehrter und gezungter Löwe. Unten in Schwarz ein silberner Wolfskopf.“ |
| Gemeinde Schauren                  | Wappen der Gemeinde Schauren                  | Genehmigt durch Erlass des Ministeriums des Innern am …: „In schräg geteiltem Schild vorne in Schwarz ein goldenes Gefäß, hinten in Gold ein blaubewehrter und –gezungter Löwe.“ |
| Gemeinde Schwerbach                | Wappen der Gemeinde Schwerbach                | Genehmigt durch Erlass des Ministeriums des Innern am …: „In geteiltem Schild oben in Gold ein rotes Fabeltier mit einem Wolfskopf und weit geöffneten Schwingen, belegt mit einem schwarzen Wolfshaken. Unten in Schwarz ein silberner Balken.“                                                                                      |
| Gemeinde Schmidthachenbach         | Wappen der Gemeinde Schmidthachenbach         | Genehmigt durch Erlass des Ministeriums des Innern am 26. August 1963: „.“ |
| Gemeinde Sensweiler                | Wappen der Gemeinde Sensweiler                | Genehmigt durch Erlass des Ministeriums des Innern am …: „.“ |
| Gemeinde Sien                      | Wappen der Gemeinde Sien                      | Genehmigt durch Erlass des Ministeriums des Innern 1965: „.“ |
| Gemeinde Sienhachenbach            | Wappen der Gemeinde Sienhachenbach            | Genehmigt durch Erlass des Ministeriums des Innern 1963: „.“ |
| Gemeinde Sonnschied                | Wappen der Gemeinde Sonnschied                | Genehmigt durch Erlass des Ministeriums des Innern 1962: „.“ |
| Gemeinde Stipshausen               | Wappen der Gemeinde Stipshausen               | Genehmigt durch Erlass des Ministeriums des Innern am …: „In geteiltem Schild oben in Gold ein rotes Fabeltier mit einem Wolfskopf und weit geöffneten Schwingen belegt mit einem schwarzen Wolfshaken, unten in Grün ein goldenes Hirschgeweih mit Grind, darüber ein silbernes Eichenblatt.“                                        |
| Gemeinde Sulzbach                  | Wappen der Gemeinde Sulzbach                  | Genehmigt durch Erlass des Ministeriums des Innern am …: In geteiltem Schild oben in Gold ein rotes Fabeltier mit einem Wolfskopf und weit geöffneten Schwingen belegt mit einem schwarzen Wolfshaken, unten in Blau elf silberne Orgelpfeifen„.“                                                                                     |
| Gemeinde Veitsrodt                 | Wappen der Gemeinde Veitsrodt                 | Genehmigt durch Erlass des Ministeriums des Innern 1963: „In schräggeteiltem Schild vorne in Schwarz ein goldener Stierkopf über zwei goldenen Händen, hinten in Gold ein blaubewehrter und -gezungter roter Löwe.“ |
| Gemeinde Vollmersbach              | Wappen der Gemeinde Vollmersbach              | Genehmigt durch Erlass des Ministeriums des Innern am 27. November 1963: „In gespaltenem Schild vorne ein goldenbewehrter und -gekrönter roter Löwe in Silber, hinten in Blau ein silberner Wellenbalken, begleitet oben von einem silbernen Andreaskreuz, unten von einem silbernen Brunnen.“                                        |
| Gemeinde Weiden                    | Wappen der Gemeinde Weiden                    | Genehmigt durch Erlass des Ministeriums des Innern 1962: „In gespaltenem Schild vorne in Schwarz über einer silbernen Grubenlampe ein silberner Hammer und ein silberner Schlägel schräggekreuzt, hinten ein rotes Balkenkreuz in Silber.“                                                                                            |
| Gemeinde Weitersbach               | Wappen der Gemeinde Weitersbach               | Genehmigt durch Erlass des Ministeriums des Innern am …: „In geteiltem Schild oben in Gold ein rotes Fabeltier mit einem Wolfskopf und weit geöffneten Schwingen, belegt mit einem schwarzen Wolfshaken. Unten in Grün eine silberne Korndarre, begleitet von zwei goldenen Ähren.“                                                   |
| Gemeinde Wickenrodt                | Wappen der Gemeinde Wickenrodt                | Genehmigt durch Erlass des Ministeriums des Innern 1962: „.“ |
| Gemeinde Wirschweiler              | Wappen der Gemeinde Wirschweiler              | Genehmigt durch Erlass des Ministeriums des Innern am …: „Schild durch einen halben goldenen Schräglinkswellenbalken geteilt, vorne in Rot ein blaugezungter goldener Löwenrumpf nach links, hinten rot-silber geschacht.“ |

### Historische Wappen
| Amt                                 | Wappen                                                             | Kommentare |
| ----------------------------------- | ------------------------------------------------------------------ | --- |
| Herrstein                           | Wappen des Amts Herrstein                                          | Genehmigt durch Erlass des Ministeriums des Innern am 10. Oktober 1963: „In einem vierundzwangigmal von Rot und Blau gestückten Schildbord gespalten durch eine erniedrigte eingeschweifte, mit einem roten Balkenkreuz belegte, silberne Spitze; vorn rot-silbern geschacht, hinten in Gold ein blaubewehrter und -gezungter roter Löwe.“ Mit Inkrafttreten der Verbandsgemeindeordnung zum 1. Oktober 1968 wurde das Amt Herrstein in die Verbandsgemeinde Herrstein umgewandelt. |
| Verbandsgemeinde                    | Wappen                                                             | Kommentare |
| Herrstein                           | Wappen der Verbandsgemeinde Herrstein                              | Genehmigt ????: „In vierunddreißigfach von Silber und Rot gestücktem Schildbord gespalten durch erniedrigte eingebogene silberne Spitze mit rotem Kreuz. Vorne in Gold ein blaubewehrter und -gezungter roter Löwe, hinten rot-silbern geschacht.“ Zum 1. Januar 2020 schlossen sich die bisherigen Verbandsgemeinden Herrstein und Rhaunen zur neugebildeten Verbandsgemeinde Herrstein-Rhaunen zusammen.                                                                          |
| Rhaunen                             | Wappen der Verbandsgemeinde Rhaunen                                | Genehmigt ????: „In von rot und silber 16fach geteiltem bordumgebenem Schilde in Gold ein rotes Fabeltier, ein Vogel mit weit geöffneten Schwingen und einem Wolfskopf belegt mit einem Doppelhaken.“ Zum 1. Januar 2020 schlossen sich die bisherigen Verbandsgemeinden Herrstein und Rhaunen zur neugebildeten Verbandsgemeinde Herrstein-Rhaunen zusammen. |
| Stadt oder Gemeinde                 | Wappen                                                             | Kommentare |
| Stadtgemeinde Idar                  | Wappen der Stadtgemeinde Idar                                      | Genehmigt durch das oldenburgische Staatsministerium des Innern am 13. Februar 1923: „In Silber ein aufgerichteter roter Forsthaken, beiderseits begleitet von einer sechsblättrigen roten Rose mit goldnem Butzen.“ Zum 1. Oktober 1933 wurden die Stadtgemeinden Idar und Oberstein mit den Gemeinden Tiefenstein und Algenrodt zur neugebildeten Stadt Idar-Oberstein zusammengeschlossen.                                                                                       |
| Stadtgemeinde Oberstein an der Nahe | Siegelmarke mit dem Wappen der Stadtgemeinde Oberstein an der Nahe | Das Wappen ist nachweisbar seit 1618. Genehmigt durch das Großherzoglich Oldenburgische Staatsministerium am 30. August 1906: „In Gold ein natürlicher Eichbaum, begleiet oben von einer Eichel, rechts von einem aufgerichteten Forsthaken, links von dem Buchstaen O; alle Beizeichen sind rot.“ Zum 1. Oktober 1933 wurden die Stadtgemeinden Idar und Oberstein mit den Gemeinden Tiefenstein und Algenrodt zur neugebildeten Stadt Idar-Oberstein zusammengeschlossen.         |